# مارشال (میزوری)
مارشال (به انگلیسی: Marshall) شهری در شهرستان سالین ایالت میزوری است که جمعیت آن در سرشماری سال ۲۰۱۰ میلادی ۱۳٫۰۶۵ نفر بوده است.